# Carey Sands
Carey Sands (también conocida por sus nombres de casada, Carey Sands-Marden y Carey Sands-Bohrer) es una deportista estadounidense que compitió en remo. Ganó cuatro medallas en el Campeonato Mundial de Remo entre los años 1984 y 1989.

## Palmarés internacional
| Campeonato Mundial | Campeonato Mundial       | Campeonato Mundial | Campeonato Mundial        |
| Año                | Lugar                    | Medalla            | Prueba                    |
| ------------------ | ------------------------ | ------------------ | ------------------------- |
| 1984               | Montreal (Canadá)        | Medalla de bronce  | Cuatro sin timonel ligero |
| 1986               | Nottingham (Reino Unido) | Medalla de oro     | Doble scull ligero        |
| 1987               | Copenhague (Dinamarca)   | Medalla de bronce  | Doble scull ligero        |
| 1989               | Bled (Yugoslavia)        | Medalla de oro     | Doble scull ligero        |